# بلوز روك
بلوز روك (بالإنجليزية: Blues Rock)‏ هو نوع موسيقى يجمع مابين موسيقى البلوز والروك. وتستخدم فيه آلات الغيتار الكهربائي والطبول، ولوحة المفاتيح الموسيقية والهارمونيكا. تعود بداياته إلى أوائل ومنتصف الستينات 1960، عبر مغنين من المملكة المتحدة والولايات المتحدة بدأوا بغناء موسيقى البلوز بوتيرة أسرع وتتسم بعنفوان وحدة موسيقى الروك.  تم ترويجه من قبل عدد من الفرق الموسيقية كفرقة الروك البريطانية (ذا رولنق ستونز)، وفرقة ( ذي ياردبيردز)، وفرقة (ذا أنيمالز). أما في الولايات المتحدة فاشتهر بهذا النوع الموسيقى لوني ماك، وفرقة (بول باتريفلد بلوز)، وكانيد هيت.

## أشهر فرق بلوز روك
- فرقة (ذي ياردبيردز)
- فرقة (كريم)
- فرقة (ديب بيربل)[3]